# Вакуум квантовой теории поля
Вакуум квантовой теории поля (также квантовый вакуум или вакуумное состояние) — это квантовое состояние в квантовой теории поля с минимально возможной энергией. Как правило, он не содержит физических частиц. «Нулевое поле» иногда используется как синоним вакуумного состояния отдельного квантованного поля.
Согласно современному пониманию того, что называется состоянием вакуума или квантовым вакуумом, это «ни в коем случае не простое пустое пространство». Согласно квантовой теории поля, физический вакуум на самом деле не является пустым пространством, а содержит появляющиеся, взаимодействующие и исчезающие виртуальные электромагнитные волны и частицы. Виртуальные процессы в вакууме проявляются в ряде наблюдаемых эффектов при взаимодействии реальных элементарных частиц с вакуумом как со своего рода физической «средой», в которой они движутся.
Первым вакуумом квантовой теории поля, теория которого была разработана в 30-е годы, а в конце 1940-х и начале 1950-х годов переформулирована Фейнманом, Томонагой и Швингером, которые совместно получили Нобелевскую премию за эту работу в 1965 году, был вакуум КЭД квантовой электродинамики.
В настоящее время электромагнитное взаимодействие и слабое взаимодействие объединены (только при очень высоких энергиях) в теории электрослабого взаимодействия.
Стандартная модель является обобщением КЭД, включающим все известные элементарные частицы и их взаимодействия (кроме гравитации). Квантовая хромодинамика (или КХД) — это часть Стандартной модели, которая имеет дело с сильным взаимодействием, и вакуум КХД является вакуумом квантовой хромодинамики. Он исследуется на Большом адронном коллайдере и Релятивистском коллайдере тяжелых ионов, и его свойства связаны с так называемой вакуумной структурой сильных взаимодействий.

## Ненулевое ожидаемое значение
Если квантовую теорию поля можно точно описать с помощью теории возмущений, то свойства вакуума аналогичны свойствам основного состояния квантово-механического гармонического осциллятора, или, точнее, основного состояния при измерениях. В этом случае ожидаемое значение вакуума (VEV) любого оператор поля исчезает. Для квантовых теорий поля, в которых теория возмущений разрушается при низких энергиях (например, квантовая хромодинамика или теория БКШ сверхпроводимости) полевые операторы могут иметь не исчезающее ожидаемое значение вакуума, называемое конденсатом. В теории Стандартной модели ненулевое ожидаемое значение вакуума поля Хиггса, возникающее вследствие спонтанного нарушения симметрии является механизмом, с помощью которого другие поля приобретают массу.

## Энергия
Состояние вакуума связано с нулевой энергией, (эквивалентная состоянию с наименьшей возможной энергией) которая проявляется в физически измеримых эффектах. Один из этих эффектов, эффект Казимира, может быть обнаружен в лабораторных условиях. В физической космологии энергия космологического вакуума представляется как космологическая постоянная. Фактически, энергия кубического сантиметра пустого пространства была рассчитана образно как одна триллионная эрг (или 0,6 эВ). Фундаментальное требование, предъявляемое ко всякой потенциальной Теории всего заключается в том, что энергия состояния квантового вакуума должна объяснять физически наблюдаемую космологическую постоянную.

## Симметрия
В релятивистской теории поля вакуум инвариантен относительно преобразований
Пуанкаре, что следует из аксиом Уайтмана, но также может быть доказано непосредственно, без использования этих аксиом.
Инвариантность Пуанкаре подразумевает, что только скалярные комбинации полевых операторов имеют не исчезающие ВОЗ. ВОЗ может нарушить некоторые внутренние симметрии лагранжиана теории поля. В этом случае вакуум имеет меньшую симметрию, чем позволяет теория, и можно сказать, что произошло
спонтанное нарушение симметрии. См. механизм Хиггса, стандартная модель.

## Нелинейная диэлектрическая проницаемость
Ожидается, что квантовые поправки к уравнениям Максвелла приведут к крошечному нелинейному члену электрической поляризации в вакууме, в результате чего полевая электрическая диэлектрическая проницаемость {\displaystyle \varepsilon } отклонится от номинального значения {\displaystyle \varepsilon _{0}} вакуумной диэлектрической проницаемости. Эти теоретические разработки описаны, например, в работах Дитриха и Гиса.
Теория квантовой электродинамики предсказывает, что вакуум КЭД должен проявлять небольшую нелинейность, так что в присутствии очень сильного
электрического поля диэлектрическая проницаемость увеличивается на крошечную величину по отношению к {\displaystyle \varepsilon _{0}}. Более того, и что было бы легче наблюдать (но все равно очень сложно!), Так это то, что сильное электрическое поле изменит эффективную проницаемость свободного пространства, став анизотропным со значением чуть ниже {\displaystyle \mu _{0}} в направлении электрического поля и немного превышающим {\displaystyle \mu _{0}} в перпендикулярном направлении, тем самым проявляя двойное лучепреломление для электромагнитной волны, движущейся в направлении, отличном от направления электрического поля. Эффект похож на эффект Керра, но без присутствия материи.
Эта крошечная нелинейность может быть интерпретирована в терминах виртуального рождения пар электрон-позитрон.
По прогнозам, требуемое электрическое поле будет огромным: около {\displaystyle 1.32\times 10^{18}} В/м, известного как предел Швингера; была оценена эквивалентная постоянная Керра, которая примерно в 1020 раз меньше постоянной Керра воды. Также были предложены объяснения дихроизма из физики элементарных частиц, за пределами квантовой электродинамики. Экспериментально измерить такой эффект очень сложно.

## Виртуальные частицы
Наличие виртуальных частиц может быть строго основано на свойстве некоммутативности квантованных электромагнитных полей. Некоммутативность означает, что, хотя средние значения полей исчезают в квантовом вакууме, их отклонения не исчезают Термин «флуктуация вакуума» относится к дисперсии напряженности поля в состоянии минимальной энергии и наглядно описывается посредством «виртуальных частиц».
Иногда предпринимаются попытки дать интуитивную картину виртуальных частиц или флуктуаций, основанную на принципе неопределенности энергии и времени Гейзенберга:
{\displaystyle \Delta E\Delta t\geq \hbar }
(при этом {\displaystyle \Delta E} и {\displaystyle \Delta t} являются изменениями энергии и времени соответственно; {\displaystyle \Delta E} — это точность измерения энергии, а {\displaystyle \Delta t} — время, затраченное на измерение, а {\displaystyle \hbar } — редуцированная постоянная Планка), утверждая, что короткое время жизни виртуальных частиц позволяет «заимствовать» большие энергии из вакуума и, таким образом, позволяет генерировать частицы в течение короткого времени. Хотя понятие виртуальных частиц является общепризнанным, данная интерпретация соотношения неопределенности между энергией и временем не является общепринятой.
Одной из проблем является использование соотношения неопределенности, ограничивающего точность измерений, как если бы неопределенность времени {\displaystyle \Delta t} определяла «бюджет» для заимствования энергии {\displaystyle \Delta E}. Другой проблемой является значение «времени» в этом отношении, поскольку энергия и время (в отличие, например, от координаты q и импульса p) не удовлетворяют каноническому соотношению коммутации (например, {\displaystyle \left[q,p\right]=\hbar }).
Были разработаны различные схемы для построения наблюдаемой, которая имеет некоторую временную интерпретацию и все же удовлетворяет каноническому соотношению коммутации с энергией. В связи с этой проблемой обсуждается множество различных подходов к принципу неопределенности энергии и времени.

## Физическая природа квантового вакуума
Согласно Астриду Ламбрехту (2002): «Когда человек освобождает пространство от всей материи и понижает температуру до абсолютного нуля, он создает в мысленном эксперименте состояние квантового вакуума»
.
Согласно Фаулеру и Гуггенхайму (1939/1965), третий закон термодинамики может быть точно сформулирован следующим образом:

Ни одной процедурой, какой бы идеализированной она ни была, невозможно свести любую физическую систему к абсолютному нулю за конечное число операций (См. также.)
Взаимодействие фотон-фотон может происходить только за счет взаимодействия с вакуумным состоянием какого-либо другого поля, например, через электронно-позитронное вакуумное поле Дирака; это связано с понятием поляризации вакуума Согласно Милонни (1994): «… все квантовые поля имеют энергии нулевой точки и флуктуации вакуума.».
Это означает, что для каждого вида поля (рассматриваемого в концептуальном отсутствии других полей) такого как электромагнитное поле, электрон-позитронное поле Дирака и так далее существует соответствующий ему вид квантового вакуума. Согласно Милонни (1994), некоторые из эффектов, приписываемых вакууму электромагнитного поля может иметь несколько физических интерпретаций, некоторые из которых более общеприняты, чем другие. притяжение Казимира между незаряженными проводящими пластинами часто предлагается в качестве примера эффекта вакуумного электромагнитного поля. Швингер, ДеРаад и Милтон (1978) цитируются Милонни (1994) как обоснованные, хотя и нетрадиционные, объяснения эффекта Казимира с помощью модели, в которой «вакуум рассматривается как действительно состояние со всеми физическими свойствами, равными нулю».
В этой модели наблюдаемые явления объясняются как влияние движения электронов на электромагнитное поле, называемое эффектом поля источника. Милонни пишет: 

Основная идея здесь будет заключаться в том, что сила Казимира может быть получена только из исходных полей даже в совершенно обычной КЭД,... Милонни приводит подробные аргументы в пользу того, что измеримые физические эффекты, обычно приписываемые электромагнитному полю вакуума, не могут быть объяснены только этим полем, но дополнительно требуют вклада собственной энергии электронов или их радиационной реакции. Он пишет: «Реакция излучения и вакуумные поля-это два аспекта одного и того же, когда речь заходит о физических интерпретациях различных процессов КЭД, включая лэмбовский сдвиг, силы Ван-дер-Ваальса и эффекты Казимира»
Эта точка зрения также изложена Джеффом (2005): «Силу Казимира можно рассчитать без учёта флуктуаций вакуума, и, как и все другие наблюдаемые эффекты в КЭД, она исчезает, когда постоянная тонкой структуры {\displaystyle \alpha } стремится к нулю».

## Обозначения
Состояние вакуума записывается как {\displaystyle |0\rangle } или {\displaystyle |\rangle }. Вакуумное ожидаемое значение
(см. также Ожидаемая величина измерения (квантовая механика)) любого поля {\displaystyle \phi } должно быть записано как {\displaystyle \langle 0|\phi |0\rangle }.